# Paul Hoffman (divulgatore)

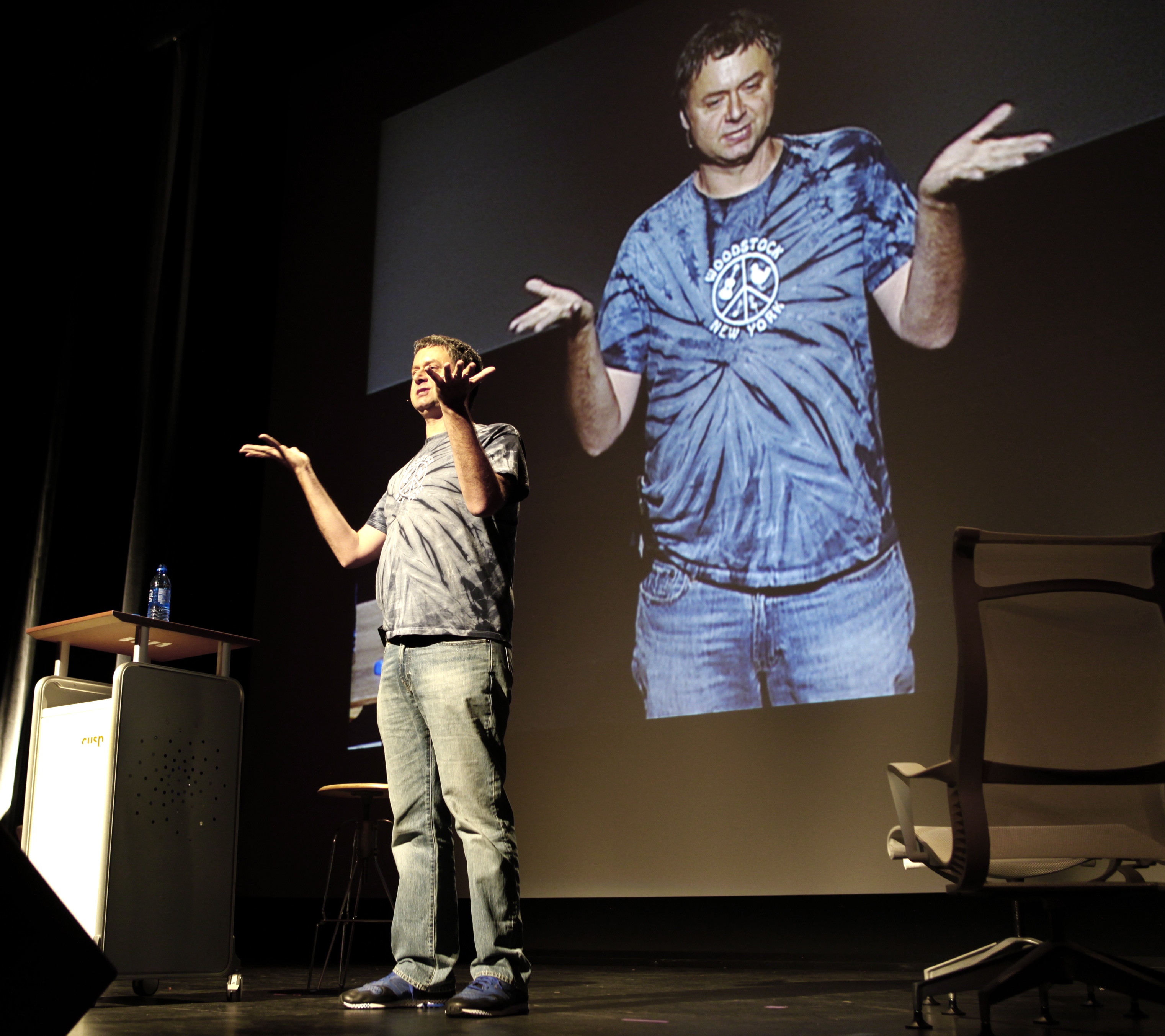
Paul Hoffman alla Cusp Conference 2009

Paul Hoffman (1956) è uno scrittore, biografo, divulgatore scientifico, giornalista e conduttore televisivo statunitense.

## Biografia
Nato nel 1956, Paul Hoffman si è laureato dottore in lettere, laurea summa cum laude ad Harvard. Egli è il vincitore del primo Premio National Magazine per la scrittura caratteristica ed è membro dell'Accademia Americana delle Arti e delle Scienze. Hoffman è un giocatore di scacchi valutato intorno ai 1900 di Elo (o classe di livello A) senza però poter quindi accedere al titolo di Grande maestro internazionale.
È un autore di primo piano della serie televisiva PBS Great Minds of Science. È stato redattore capo della rivista Discover per dieci anni, ed è stato presidente ed editore dell'Enciclopedia Britannica, prima di tornare a tempo pieno alla scrittura e al lavoro di divulgatore. È stato consigliere della NASA ed è apparso su CBS This Morning e The NewsHour con Jim Lehrer come corrispondente.
È conosciuto come giornalista e biografo il cui lavoro esplora il rapporto tra genio, follia, ossessione, e la creatività. Autore di almeno una decina di libri, nel 1998 pubblica il saggio biografico L'uomo che amava solo i numeri sulla vita dell'eccentrico matematico Paul Erdős.
Hoffman è anche un maestro di puzzle utilizzando lo pseudonimo di Dr. Crypton. Ha progettato il puzzle nel libro del 1984 Treasure: In Search of the Golden Horse. Ha anche progettato la mappa del tesoro nel film del 1984, All'inseguimento della pietra verde, regia di Robert Zemeckis con Michael Douglas, Kathleen Turner e Danny DeVito.
Nel mese di ottobre 2011, Hoffman è stato nominato presidente e amministratore delegato del Liberty Science Center a Jersey City, New Jersey. Un centro di apprendimento di 300.000 metri quadrati visitato da 600.000 persone l'anno in cui ha sede il teatro IMAX a cupola più grande della nazione.
Hoffman ha intenzione di creare la prima mostra del cubo di Rubik, che si aprirà al Liberty Science Center nel mese di aprile 2014 dopo un viaggio di 7 anni. Gli elementi espositivi includono un cubo sul tetto alto 35 piedi fatto di luci che le persone possono manipolare, un cubo di diamanti da 2.5 milioni di dollari, un gigantesco cubo walk-in in grado di mostrare il funzionamento interno del puzzle, e il cubo-solving robot. Google è il partner creativo del LSC nella creazione dei 7.000 metri quadrati di mostra.

## Opere
Tradotta in italiano:
- Paul Hoffman, L'uomo che amava solo i numeri, traduzione di Massimo Parizzi, collana Oscar Saggi Mondadori, Arnoldo Mondadori Editore, 1999,  p. 272, ISBN 88-04-48475-6.

Non tradotta:
- Hoffman, Paul, King's Gambit: A Son, a Father, and the World's Most Dangerous Game, New York, Hyperion Books, 2007, ISBN 1-4013-0097-9.
- Hoffman, Paul, Wings of Madness: Alberto Santos-Dumont and the Invention of Flight, Hyperion Books, 2003, ISBN 0-7868-8571-8.
- Hoffman, Paul, Archimedes' Revenge: The Joys and Perils of Mathematics, New York, Fawcett Colombine, 1988, ISBN 0-449-00089-3.
- Crypton, Dr., Timid Virgins Make Dull Company and Other Puzzles, Pitfalls, and Paradoxes, New York, Penguin Books, 1985, ISBN 0-14-008043-0.
- Hoffman, Paul, The Dealmakers: Inside the World of Investment Banking, Garden City, NY, Doubleday, 1984, ISBN 0-385-18287-2.
- Hoffman, Paul, Lions of the Eighties: the Inside Story of the Powerhouse Law Firms, Garden City, Doubleday, 1982, ISBN 0-385-17405-5.
- Hoffman, Paul, The Spanish Crown and the Defense of the Caribbean, 1535–1585: Precedent, Patrimonialism, and Royal Parsimony, LSU Press, 1980, ISBN 0-8071-2427-3.
- Hoffman, Paul, What the Hell Is Justice?: The Life and Trials of a Criminal Lawyer, Chicago, Playboy Press, 1974, ISBN 0-87223-409-6.
- Hoffman, Paul, Tiger in the court; Herbert J. Stern: the U.S. attorney who prosecuted 8 mayors, 2 secretaries of state, 2 state treasurers, 2 powerful political bosses, 1 U.S. Congressman... and 64 other public officials, Chicago, Playboy Press, 1973, OCLC 869631.
- Hoffman, Paul, Lions in the Street: The Inside Story of the Great Wall Street Law Firms, New York, Saturday Review Press, 1973, ISBN 0-8415-0235-8.
- Hoffman, Paul, Spiro!, Tower Publications, 1971.
- Hoffman, Paul, The New Nixon, Tower Publications, 1970.